# Xã Hanover, Quận Columbiana, Ohio
Xã Hanover (tiếng Anh: Hanover Township) là một xã thuộc quận Columbiana, tiểu bang Ohio, Hoa Kỳ. Năm 2010, dân số của xã này là 3.704 người.